# SS La Touraine
El SS La Touraine fue un transatlántico francés de la compañía naviera Compagnie Générale Transatlantique, activo entre las décadas de 1890 y 1920. Fue construido en Francia en 1891, principalmente empleado en el servicio transatlántico del Atlántico Norte.
En abril de 1912, durante una de sus travesías atlánticas, el SS La Touraine fue uno de los buques que envió avisos de iceberg mediante radiotelegrafía al RMS Titanic, entonces en su viaje inaugural, poco antes de la colisión que provocó su hundimiento precisamente a causa del choque con un iceberg.
El buque fue desguazado en Dunquerque en octubre de 1923.